# 利莉亚娜·贝当古
利莉亚娜·亨丽埃特·夏洛特·贝当古（法語：Liliane Henriette Charlotte Bettencourt，發音：[liljan ɑ̃ʁjɛt ʃaʁlɔt bɛtɑ̃kuʁ]；婚前姓许勒尔 (Schueller)；1922年10月21日—2017年9月21日）是一位法国社交名媛、商人和慈善家。

## 生平
她是法國美妝公司萊雅（L'Oréal）創辦人欧仁·许勒尔的獨生女。欧仁·许勒尔逝世後繼承其遺產，成為萊雅主要股东之一，截至2013年3月，她以300亿美元的身家被估计为世界上最富有的女性。
2017年9月21日，貝當古在家中辭世。

## 排名
在《福布斯》的全球富豪榜上贝当古以300亿美元身家排名第9位，她是世界上最富有的女性，同时也是法国最富有的人。
《福布斯》在2005年将莉莉安·貝當古列入世界上排名第39位最有权势的女人。
莉莉安·貝當古在2017年《福布斯》全球富豪榜排名第14，截至3月身家估計330億歐元。其家族擁有萊雅集團33.1%股份，是最大股東。